# قبر القصر
قبر القصر عبارة عن مقبرة نبطية في منتزه البتراء الأثري. تقع بين المقابر الملكية، وهي عبارة عن خط من الواجهات الأثرية البارزة على المنحدرات الشرقية التي تحيط بالوادي الذي تقع فيه المدينة. يبلغ عرض واجهته الصخرية 49 مترا وارتفاعه 46 مترا، وهي واحدة من أكبر الواجهات في البتراء. اسم القبر مشتق من تشابهه المفترض مع تصميم القصر الروماني المشهور  دوموس أورا، بالإضافة إلى هيكله الواسع والمزخرف. تم تسجيل عنوان «مقبرة القصر» في أقدم كتالوج للمقابر في البتراء (رقم 765).

## التاريخ
تم بناء قبر القصر في نهاية القرن الأول الميلادي. هذا التاريخ مستمد من الطراز المعماري للمقبرة وعلاقته بالمقابر الأخرى المجاورة، خاصة بسبب «التدهور الملحوظ» لعناصره الكلاسيكية الزخرفية.

## الواجهة
تتكون واجهة قبر القصر من ثلاثة طوابق، أعلاها ملحوظ لأنه يمتد إلى ما وراء وجه الجرف وتم بناؤه في الزاوية اليسرى العليا. هذا البناء مهم لأن مقبرة القصر هي واحدة من المعالم الأثرية الوحيدة في البتراء التي تمزج الهيكل المنحوت والمبني.
تحتوي القصة الأولى على أربعة مزارات صغيرة تعلوها أعمدة، والتي تعمل كمداخل في القبر. يبلغ عرضا العتبتين الأوسطتين ضعف عرض العتبتين الخارجيتين تقريبًا. وهناك تمييز آخر هو أن المداخل الوسطى لها ترسبات مثلثة، في حين أن الخارج نصف دائري.
تؤدي هذه الأديكورات إلى أربع غرف للدفن، بعضها محفور في الجدران. بالإضافة إلى ذلك، تحتوي العديد من هذه الغرف على منافذ منحوتة حولها، بما يتماشى مع الأنماط الطبيعية للصخور. يحيط بالأدوية أعمدة مفردة، مزينة فقط بخطين رأسيين. يوجد عمودين أصغرين مزينين بشكل مماثل على جانبي كل مدخل. تحتوي كل بوابة على منحدر صغير إلى الداخل، والذي يمكن أن يسهل الحركة بين المساحة الداخلية والمنطقة الخارجية الأكثر وضوحًا.
تحتوي القصة الثانية على ثمانية عشر عمودًا تتفاوت عواصمها بشكل غير متساو عبر واجهتها. تفتقر هذه الأعمدة إلى الزخرفة البسيطة لأولئك الموجودين في القصة الأولى، ولكنها متماثلة تقريبًا. بين الأعمدة الثمانية الداخلية في الطابق الثاني، تم نحت الكوات المستطيلة على فترات غير منتظمة. تنتهي هذه الأعمدة عند القاعدة المنحوتة في القصة الثالثة.

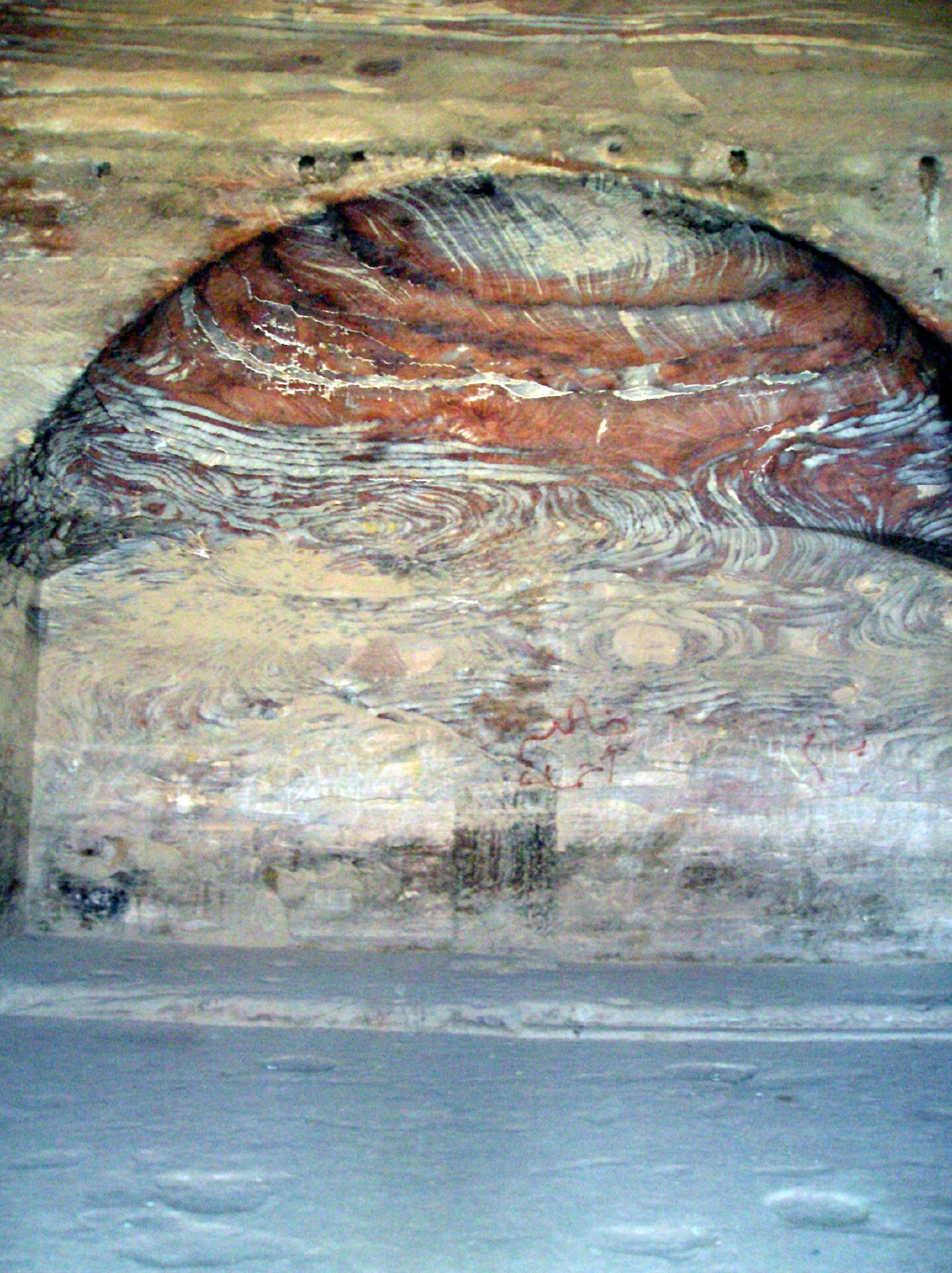
داخل قبر القصر

## وصلات خارجية
وصلات خارجية لمجموعة صور من أرشيف المركز الأمريكي للأبحاث الشرقية:
- قبر القصر(البتراء)-الأردن.